# Dajos Béla

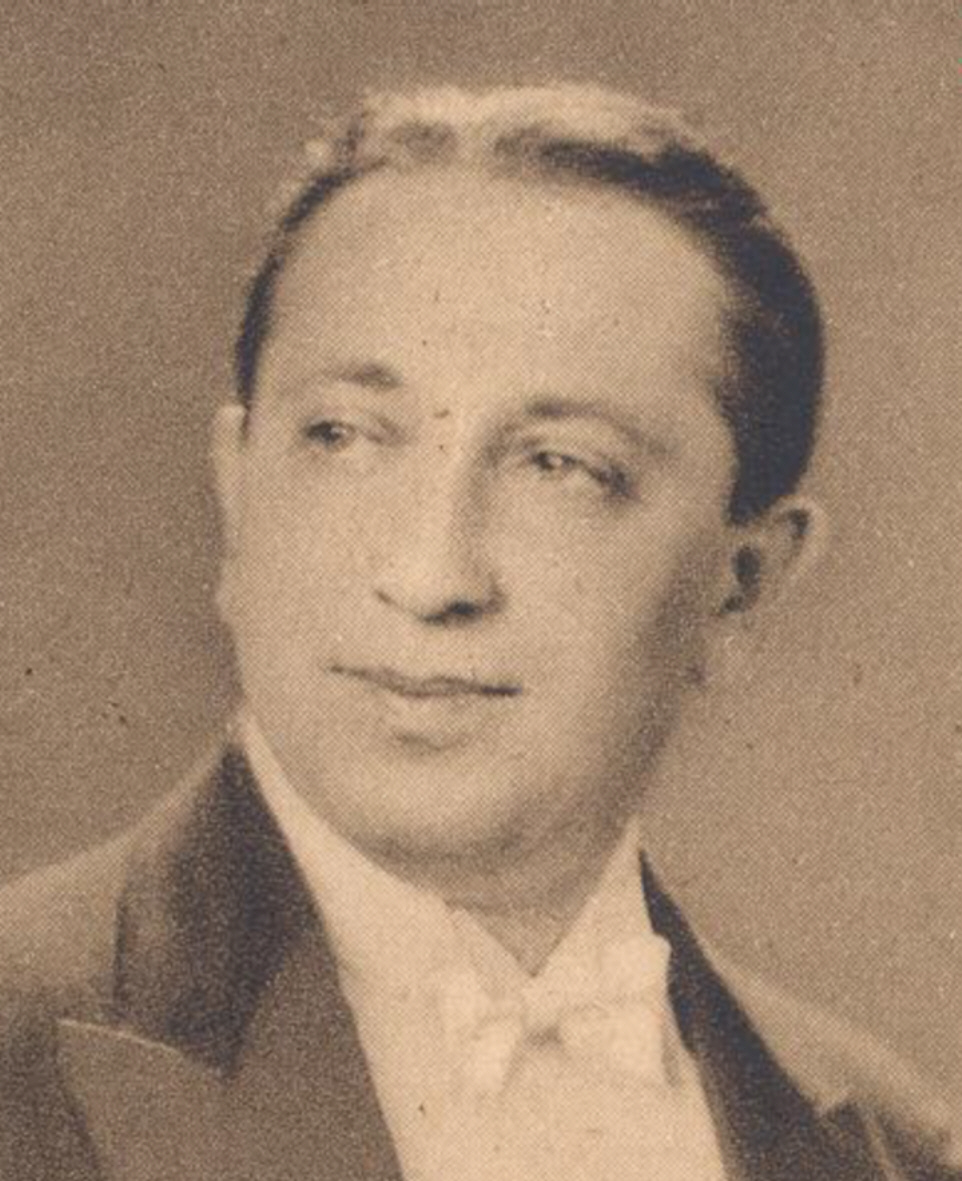
Dajos Béla

Dajos Béla (* 19. Dezember 1897 in Kiew, Russisches Kaiserreich (heute Ukraine); † 5. Dezember 1978 in La Falda, Argentinien; eigentlich Лев Гольцман (Leon/Lew Golzmann), als Künstlername auch Sándor Józsi) war ein russischer Geiger und Tanzkapellenleiter. 

## Leben

„Guck doch nicht immer nach dem Tangogeiger hin.“ Lied von Friedrich Hollaender mit Dajos Béla.

Leon Golzmann war Sohn eines ukrainischen Juden und einer Ungarin. Eigentlich wollte er Anwalt werden. Er erlernte das Violinspiel und trat bereits mit neun Jahren bei einem Konzert in Kiew auf. Er war Soldat im Ersten Weltkrieg, danach studierte er in Moskau bei Michail Press und in Berlin bei Issay Barmas Violine. Zum Broterwerb spielte er in kleinen Lokalen im Norden Berlins; nach Orel Mikes bekam er dort seinen Künstlernamen „Dajos Béla“ von einem Musikerkollegen, der an Rauschgift gestorben war, „vererbt“. Es ist aber wahrscheinlicher, dass Dajos der Geburtsname von Bélas Mutter war, die starb, als er noch ein Kind war.
Die Firma Carl Lindström AG, bei der er ab 1920 Schallplatten aufnahm (Marken: Odeon, Parlophon und Beka), verlangte einen ungarischen Künstlernamen: Viele Schallplattenkünstler der Zeit trugen ungarische und rumänische Namen bzw. Pseudonyme (vgl. Take Banescu, Arpád Városz und Jenő Fesca bei Homocord, Giorgi Vintilescu, Nicu Vladescu und Joan Florescu bei Grammophon). Auf den ODEON-Etiketten der akustischen Ära stand zusätzlich zum Prädikat „Künstler-Kapelle“ noch „Dajos Béla, Geigen-Primas“ notiert, um das ungarische Flair zu unterstreichen; außerdem vermarktete ihn der Lindström-Konzern auf dem gleichen ODEON-Label auch noch als Sándor Józsi. Noch war dem Publikum aus der Kaiserzeit der Doppelmonarchie der rumänische oder ungarische Zigány-Prímás im Gedächtnis als Unterhaltungsmusiker; erst Mitte der 1920er Jahre sollte sich mit der veränderten wirtschaftlichen und politischen Lage auch das Bild vom Unterhaltungskünstler wandeln.
In den frühen 1920er Jahren gründete er in Berlin sein Salonorchester, mit dem er bald für den Lindström-Konzern verpflichtet wurde. Sein Repertoire umfasste neben Tanzmusik auch eine große Anzahl leichter Musik von Komponisten wie Johann Strauss oder Erik Meyer-Helmund. Man hörte ihn aber auch oft als Solisten anspruchsvoller klassischer Werke. Bélas Orchester gehörte neben denen von Paul Godwin und Marek Weber zu den erfolgreichsten deutschen Kapellen. Seine Platten wurden millionenfach in die ganze Welt exportiert. Mitte der 1920er Jahre war die erste Blütezeit der Jazzmusik. Béla gab sich wie viele seiner Kollegen große Mühe, talentierte Musiker zu finden und hatte bereits 1927 ein international besetztes Ensemble mit Musikern wie dem Pianisten und Sänger Rex Allen und dem Banjo-Spieler Mike Danzi. Das Ensemble nahm in wechselnder Besetzung auch unter den Namen The Odeon Five, Mac’s Jazz Orchestra und Clive Williams Jazzband Schallplatten auf. Im Februar 1929 nahm das Orchester verschiedene Lieder mit der Urbesetzung der Comedian Harmonists auf, darunter „Eilali, eilali, eilala“.
Mit dem Aufkommen des Tonfilms nahm auch Béla die Gelegenheit wahr, mit seiner Kapelle in Filmen aufzutreten. So sah man ihn u. a. 1931 in „Jeder fragt nach Erika“, in „Der ungetreue Eckehart“, in Erich Engels „Wer nimmt die Liebe ernst?“ mit der Musik von Wilhelm Grosz und in der Folge u. a. in „Ein Lied, ein Kuss, ein Mädel“ und „Gitta entdeckt ihr Herz“. Seine Kapelle wurde parallel dazu beliebter Schallplattenbegleiter bekannter Filmschauspieler wie Marta Eggerth oder Max Hansen. Bereits in den 1920er Jahren war Bélas Kapelle auch für den Rundfunk tätig und in den Berliner Nobelhotels.
Nach der Machtergreifung der Nationalsozialisten in Deutschland ging Béla auf Tournee, zunächst nach Holland, danach nach Paris ans renommierte „Monseigneur“ und nach London ans „Palladium“. In Wien wirkte er 1935 im Tonfilm „Tanzmusik“ mit. 1935 bekam er ein Engagement von Radio Splendid in Buenos Aires, um dort mit seinem Orchester aufzutreten. Am 2. März verließ er von Boulogne-sur-Mer aus mit mehreren Mitgliedern seines Orchesters Europa und kehrte bis Anfang der 1970er Jahre nicht mehr dorthin zurück. Béla machte schnell wieder Schallplattenaufnahmen und war für Rundfunk und Film aktiv. Nach Ende seines Engagements mit Radio Splendid wechselte er zu Radio El Mundo über, wo er jahrelang ein tägliches Radio-Programm führte. Außerdem spielte er in mehreren Tanzcafés, u. a. im Richmond und im El Galeon. Dank seiner Erfolge konnte er mehreren gefährdeten jüdischen Musikern aus Europa die Ausreise ermöglichen, indem er ihnen Verträge zusandte, um mit ihm und seinem Orchester aufzutreten. Vielen rettete er so das Leben. Der ungarische Sänger Tino Dani war einer von ihnen. Obwohl Bélas große Liebe der klassischen Musik galt (er beherrschte z. B. das Violinkonzert von Tschaikowski auswendig), kam er nie dazu, sich ihr beruflich zu widmen.
Béla lebte in Olivos in der Provinz Buenos Aires. Er setzte seine Karriere auch nach 1945 in Argentinien fort, aber fand es, wie viele andere Musiker, immer schwieriger, Engagements zu bekommen. So wie in anderen Ländern auch verschwand die Live-Musik aus den Kaffeehäusern in Buenos Aires. Béla konnte sich noch einige Jahre mit Engagements auf Hochzeiten und Kreuzfahrtschiffen über Wasser halten. Auf Einladung des Berliner Senates kam er noch einmal nach Deutschland zu Besuch und empfing Ehrungen. Dajos Béla starb 14 Tage vor seinem 81. Geburtstag, in La Falda, einem Bergort in Argentinien, wo er zur Erholung weilte. Er ist auf dem jüdischen Friedhof La Tablada in Buenos Aires begraben.

## Diskografie

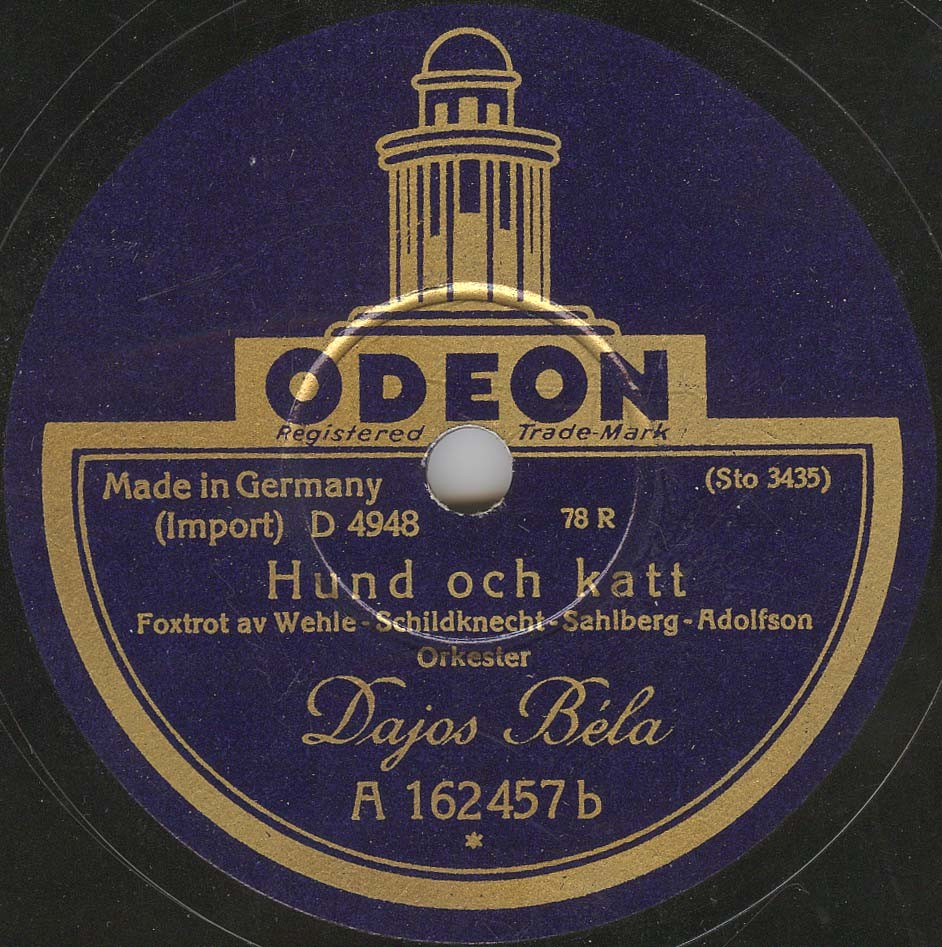
Label zu Hund och Katt.

- Waitin’ for the Moon / Adieu, Mimi (Shimmy) (Odeon 0-1921),
- Humming / Bummel-Petrus (Intermezzo) (Odeon A 71942), 1921
- Radio-Tango / Opern-Foxtrott in Potpourri-Form (Odeon 49039), 1925
- (als Kapelle Merton): Dinah / Sevilla (Beka B.6071), 1926
- Who ? ("Du ! Wann bist du bei mir ?") / Zwei rote Rosen, ein zarter Kuss (Odeon 0-2087), Januar 1927
- Heinzelmännchens Wachtparade / Dornröschens Brautfahrt (Odeon 0-2101), 1927
- Santa Lucia / Venezia (Odeon 0-2122), 1927
- Einen großen Nazi hat sie! (Odeon O-2420a), 1928
- Hund och Katt / Ref. sång (Odeon D-4948), 1929
- Kennst du das kleine Haus am Michigansee / Anna Aurora (Odeon D-4975), 1929
- (als Odeon-Tanz-Orchester und Gesang): In Sanssouci, dort wo die alte Mühle steht (Odeon O-11301), 1929
- (mit Leo Frank (Gesang)): Im Rosengarten von Sanssouci, 1930
- (als Dajos Béla Tanzorchester): Ich weiß nicht, zu wem ich gehöre / Keiner weiß wie ich bin – nur du (Odeon O-11597), 1932[2][3]